# 韦兰
韦兰（法語：Wellin，法語發音：[wɛlɛ̃]）是比利时瓦隆大区盧森堡省讷沙托区的一个市镇，西北与那慕爾省接壤，通行法语，是比利时法语社群的一部分，面积67.52平方千米，人口3,064人（2018年1月1日）。